# آنری کاگان
آنری کاگان (فرانسوی: Henri Boris Kagan‎؛ زاده ۱۵ دسامبر ۱۹۳۰) یک شیمی‌دان اهل فرانسه است.